# باکونی‌سنت‌کیرای
باکونی‌سنت‌کیرای (به مجاری: Bakonyszentkirály) یک شهرداری در مجارستان است که در ناحیه زیرتس واقع شده‌است. باکونی‌سنت‌کیرای ۲۷٫۹۰ کیلومتر مربع مساحت و ۸۲۶ نفر جمعیت دارد.